# Dora di Bardonecchia
La Dora di Bardonecchia è un fiume di breve percorso, che scorre interamente nell'alta valle di Susa (Piemonte centro-occidentale), tributario della Dora Riparia e quindi facente parte del bacino del Po.

## Percorso
Essa si forma subito all'uscita del paese di Bardonecchia, con la confluenza dei torrenti provenienti dalla valle di Rochemolles (torrente di Rochemolles), da quella del Frejus (rio Gautier), dalla valle della Rho (torrente Rho) e dalla Valle Stretta (Rio di valle Stretta).
Il fiume scende lungo la valle per una ventina di chilometri per unirsi alla Dora Riparia a N-E nel territorio del comune di Oulx. Parallelamente alla Dora di Bardonecchia corrono: la Statale 335, detta “di Bardonecchia”, la sede ferroviaria a doppio binario della linea internazionale Roma-Torino-Parigi e l'autostrada A32 Torino-Bardonecchia.

## Affluenti
- Torrente di Rochemolles
- Rio Gautier
- Torrente Rho
- Rio di valle Stretta